# Skruigners
Gli Skruigners sono un gruppo musicale hardcore punk italiano, nato nel 1996 a Milano.

## Il gruppo
La formazione, frequentemente rimaneggiata nei ruoli di chitarrista e bassista del gruppo, è composta principalmente dal cantante Ivan e dal batterista Carlame, unici elementi fondatori rimasti.

## Storia del gruppo
Nascono ufficialmente nel febbraio del 1996. Dopo i primi quattro concerti, ogni volta con un diverso cantante, nell'agosto 1996 raggiungono finalmente una formazione definitiva che vede Ivan alla voce, Luca alla chitarra, Pippo al basso e Carlame alla batteria. Il primo inedito venne pubblicato con un album dal nome, No Stars Featuring. Nel dicembre 1996 era già pronta un demo tape con dieci canzoni, con il quale il gruppo inizia a suonare in alcuni centri sociali e vari locali della zona.
Nel maggio del 1997 la band ritorna in sala di registrazione per incidere un nuovo demo tape dal titolo, Ricercato demo che riscuote subito un buon successo, tanto che darà al gruppo l'opportunità di pubblicare un vero e proprio album per Abraxas (Runt Records).
Nel febbraio 1998 il lavoro era già pronto anche se uscì solo nel luglio 1998. In La cosa che non ha importanza, che verrà stampato sia in cd che in vinile e distribuito in tutto il mondo. Nell'album sono riarrangiati e reincisi anche i dieci brani di Ricercato con l'aggiunta di due brani dal primo demo e quattro canzoni inedite.
I rapporti con la Runt Records non sono però dei più idilliaci, per cui gli Skruigners decidono presto di cambiare per iniziare una collaborazione con la Tube Records, collaborazione che li porta a registrare il loro secondo CD. Grazie di tutto esce nel novembre 1999 con sedici nuovissime canzoni.
Dopo numerosi concerti, nel marzo del 2000, Luca e Pippo abbandonano il gruppo, e, nonostante voci fondate di un definitivo scioglimento, Ivan e Carlame decidono di continuare con il progetto originale. Chitarrista e bassista vengono velocemente sostituiti da Titti e Chicco, già membri dei Gutalax, per cui non viene annullato nemmeno un concerto.
In pochi mesi però il gruppo è costretto a cambiare nuovamente bassista, e propone a Stefano, cantante dei Corey, di sostituire Chicco. Con la nuova formazione si riprende a suonare e a preparare canzoni, fino a quando, nel novembre 2001 è pronto il nuovo album: Finalmente vi odio davvero.
Nel 2002 si moltiplicano i concerti e le partecipazioni a compilation, successi che permette agli Skruigners di suonare in tutta Italia, in Croazia e in Svizzera con un buon seguito.
Con il 2003 inizia la preparazione del quarto album dal titolo: Duemilatre, che vede la luce nell'ottobre 2003, seguito da un lungo tour promozionale che attraversa di nuovo Italia, Svizzera e Croazia, ma che comprende anche zone mai raggiunte prima.
Nel giugno del 2004 nuovo cambio di formazione: Mattia sostituisce Stefano al basso, ed anche questa volta non viene cancellato alcun concerto. Nel settembre esce, Punk it! vol.2, split a quattro gruppi, prodotto dalla Rude Records, a cui gli Skruigners partecipano insieme a Derozer, Pornoriviste e L'invasione degli omini verdi, con tre brani più una traccia video. A novembre Titti decide inaspettatamente di abbandonare il gruppo per motivi personali.
La ricerca del nuovo chitarrista dura un paio di mesi, e, nel gennaio del 2005, entra ufficialmente a far parte del gruppo Lorenzo, ex componente di No Time To Lose e The Lazy. Nel maggio 2005 viene registrato, Night of the Speed Demons, primo live ufficiale, che uscirà in uno split cd condiviso con i Cripple Bastards e i Woptime. Nell'ottobre 2005 ennesimo cambio di formazione: Lorenzo viene sostituito da Tadzio, già chitarrista di The End Of Six Thousand Years.
L'album, Night of the Speed Demons, venne pubblicato per la Tube Records nel gennaio del 2006, mentre nel febbraio si celebrarono i 10 anni della band con un grande festival a cui parteciparono nomi importanti della scena hardcore punk nazionale dalle sue origini ad oggi. Il tour proseguì senza soste fino alla fine de luglio 2006, quando il gruppo decide di prendersi una pausa per preparare il nuovo album, Niente dietro niente davanti, uscito il 18 gennaio 2008 e seguito da numerosi concerti.
Il 14 maggio 2010 esce, La noche de la Santa Muerte, live split album condiviso con Titor ed Heretica, registrato il 18 aprile 2009 a Torino, pubblicato dalla High Voltage Records e pubblicato sotto licenza Creative Commons.
Dal 19 febbraio 2011 la band torna di nuovo dal vivo per celebrare i quindici anni di attività con un tour di dieci date. Concluso il tour, gli Skruigners si presero una pausa da prove e concerti, senza alcuno specifico intento di riprendere l'attività. Contestualmente, anche per cambiare ambito e staccare dal gruppo, Carlame intraprende altre iniziative; crea il progetto, elettro-punk-trash Laforcah, collabora con la band Super Trutux alla realizzazione del video-album Trilogia dell'halibut, e successivamente fonda il progetto DiscoMostro, con cui torna a calcare i palchi, stavolta però nel ruolo di cantante.

## Formazione
- Ivan Bolognesi - voce (1996 - 2011)
- Mattia - basso (2004 - 2011)
- Tadzio - chitarra (2005 - 2011)
- Carlame - batteria (1996 - 2011)

Membri precedenti:
- Luca - chitarra (1996 - 2000)
- Pippo - basso (1996 - 2000)
- Titti - chitarra (2000 - 2004)
- Chicco - basso (2000 - 2001)
- Stefano - basso (2001 - 2004)
- Lorenzo - chitarra (2005)

## Discografia

### Album in studio
- 1998 - La cosa che non ha importanza
- 1999 - Grazie di tutto
- 2001 - Finalmente vi odio davvero
- 2003 - Duemilatre
- 2008 - Niente dietro niente davanti

### Split
- 2004 - Punk It! Vol. 2 (Con Porno Riviste e Derozer)

### Demo
- 1996 - Skruigners
- 1997 - Ricercato

### Live
- 2006 - Night of the Speed Demons (Con Cripple Bastards e Woptime)
- 2010 - La noche de la Santa Muerte (Con Titor ed Heretica)